# Rémy Vita
Rémy Vita (* 1. April 2001 in Alençon, Frankreich) ist ein madagassisch-französischer Fußballspieler. Der Linksverteidiger steht bei Fortuna Sittard unter Vertrag.

## Karriere

### Vereine
Vita begann in der Jugendabteilung des Angers SCO mit dem Fußballspielen. Später wechselte er zum ES Troyes AC, für den er bis 2020 nur in der Jugend- und in der zweiten Mannschaft in der Ligue 2 zum Einsatz kam. Am ersten Spieltag der Saison 2020/21 gab er sein Seniorendebüt beim 2:0-Sieg im Heimspiel gegen den Le Havre AC. Am 5. Oktober 2020 wechselte Vita für anderthalb Millionen Euro zum FC Bayern München II. Dort debütierte er am 21. Oktober 2020 (6. Spieltag) in der Startelf gegen Viktoria Köln. Im Spiel darauf (7. Spieltag) schoss er gegen den SV Waldhof Mannheim sein erstes Profitor zum 2:0-Endstand. In der gesamten Saison war er überwiegend bei der zweiten Mannschaft aktiv, obwohl er auch gegen Union Berlin im Spieltagskader der Profimannschaft stand.
Anfang September 2021 wechselte Vita bis zum Ende der Saison 2021/22 auf Leihbasis zum englischen Zweitligisten FC Barnsley. Aufgrund einer Knieverletzung kam er erst ab Ende Januar 2022 zum Einsatz, konnte sich dann aber in der Startelf etablieren. Er kam in 19 Ligaspielen zum Einsatz und stand 18-mal in der Startelf. Der FC Barnsley musste am Saisonende jedoch den Gang in die EFL League One antreten, woraufhin er den Verein verließ.
Zur Saison 2022/23 kehrte Vita nicht mehr zum FC Bayern zurück, sondern wechselte zum niederländischen Erstligisten Fortuna Sittard, bei dem er einen Vertrag bis zum 30. Juni 2026 unterschrieb.

### Nationalmannschaft
Vita wurde für die im Juni 2022 anstehenden Qualifikationsspiele zum Afrika-Cup 2024 erstmals in die madagassische Nationalmannschaft berufen.